# الحزب العربي الاشتراكي
الحزب العربي الاشتراكي كان حزب أسسه أكرم الحوراني عام 1950. ثم تم دمج الحزب مع حزب البعث العربي عام 1952 ليصبح حزب البعث العربي الاشتراكي.